# Traduction amatrice de jeu vidéo
La traduction amatrice de jeu vidéo est un phénomène qui existe depuis plusieurs décennies. Il s'agit de traductions amatrices non-officielles de jeux vidéo, réalisées par des amateurs, souvent pour rendre accessible un jeu qui n'est jamais sorti dans certains pays. Le code source du jeu vidéo n'étant bien souvent pas disponible, des techniques se rapprochant du ROM hacking sont souvent employées. Bien que ces traductions existent sans doute depuis les débuts des jeux vidéo, leur essor est lié aux réseaux informatiques et à la formation de communautés en ligne, qui permettaient alors la collaboration et la dissémination des traductions amateures.
Historiquement, un grand nombre de traductions amatrices sont des traductions en anglais de jeux japonais jamais sortis aux États-Unis ou en Europe. Les genres des visual novels et des JRPG sont ainsi particulièrement représentés ; des jeux comme Final Fantasy V ou Mother 3, qui à la différence d'autres opus de leurs séries respectives mirent plus de temps à être publiés hors du Japon, firent ainsi l'objet de traductions amatrices populaires.
À la fin des années 1990, des groupes anglophones comme RPGe se formèrent pour traduire des JRPG en anglais. Des amateurs affiliés à RPGe ("Myria"/"Barubary", "SoM2Freak" et "harmony7") traduisirent ainsi Final Fantasy V du japonais à l'anglais ; cette conversion nécessita de la rétro-ingénierie et des modifications du code pour permettre d'insérer des textes plus longs que les kanji, et en caractères latins. La version 0.96 de cette traduction fut publiée sur Internet le 17 octobre 1997 ; cette traduction est parfois appelée "la traduction amatrice de jeu vidéo la plus connue", et est reconnue comme ayant contribué à populariser les traductions amatrices.
Il existe quelques exemples de traductions amatrices qui sont jugées comme étant supérieures à des traductions officielles parues ultérieurement. De plus, il existe aussi quelques exemples de traductions amatrices qui devinrent par la suite des traductions officielles, les développeurs signant une licence d'exploitation avec les traducteurs amateurs pour utiliser leur traduction ; c'est le cas par exemple de Ys: The Oath in Felghana.
Les traductions amatrices peuvent parfois être vues d'un mauvais œil par les studios de développement de jeux vidéo ; il s'agit après tout d'une violation de leur propriété intellectuelle, et ils peuvent exiger l'arrêt du projet, bien que cela reste relativement rare. Les studios peuvent s'inquiéter de voir une traduction en anglais concurrencer une traduction officielle pas encore sortie, et faire diminuer ses ventes, même si ça n'est souvent pas le cas ; certains évoquent aussi le fait que si une traduction amatrice existe déjà, il est possible qu'un studio pense qu'une traduction officielle ne créera pas beaucoup de valeur ajoutée. Cela étant, il existe plusieurs jeux, et notamment des jeux indépendants (comme Gone Home) pour lesquels les développeurs fournissent les fichiers et outils nécessaires pour des traductions amateur de leurs jeux, ce qui leur permet de voir leur jeu traduit en plus de langues pour un coût négligeable, bien souvent inexistant. Ceci crée une concurrence avec les traducteurs professionnels ; cependant, certains développeurs de jeux vidéo indépendants disent que sans les traductions amatrices, leur jeu ne serait tout simplement pas traduit dans une certaine langue, par manque de budget.